# Justino Bivar Weinholtz
Justino Henrique Cúmano de Bivar Weinholtz (Faro, Algarve, 8 de Março de 1885 - 1954) foi um advogado, notário, museólogo e autarca português.

## Biografia

### Nascimento e formação
Justino de Bivar Weinholtz nasceu em 8 de Março de 1885, no Palácio Bivar, em Faro. Depois de ter concluído os estudos liceais, frequentou a Universidade de Coimbra, onde se licenciou em Direito.

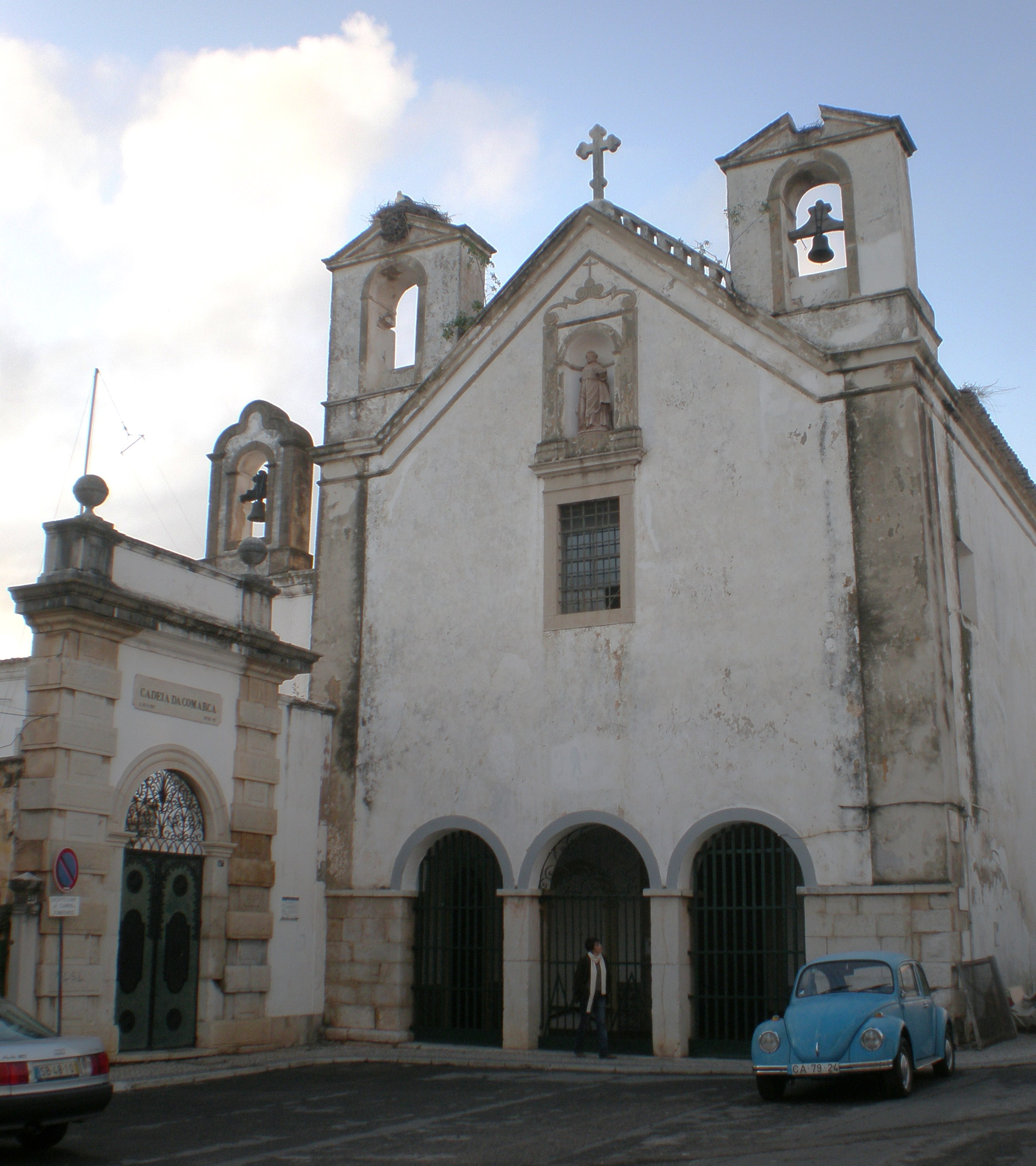
Igreja de Santo António dos Capuchos, em Faro.

### Carreira profissional
Voltou a Faro após a conclusão do curso, onde se estabeleceu como advogado e notário.
Foi presidente da Câmara Municipal de Faro em 1915. Também foi presidente do Senado Municipal entre 1925 e 1932, e ocupou a posição de vice-provedor na Santa Casa da Misericórdia, onde foi provedor de 1947 a 1954.
Em 1914 começou a trabalhar como conservador no museu de Faro, cuja posição ocupou durante cerca de quarenta anos, sempre em regime de voluntariado. Destacou-se principalmente por ter mudado o Museu Infante D. Henrique do edifício dos paços do concelho para a Igreja de Santo António dos Capuchos, alteração que permitiu melhorar as condições de serviço do museu. Também aumentou de forma considerável o acervo do museu, através da transferência dos quadros do Palácio Episcopal e do Seminário de Faro. De forma a obter algumas das obras, envolveu-se em conflitos com outras instituições museológicas, tendo ficado célebre uma disputa que teve com o director do Museu Nacional de Arte Antiga, José de Figueiredo, pela posse de um quadro do Século XVIII do pintor Vieira Portuense, representando Santo Agostinho. Demitiu-se do museu em 1954, depois de ter sido criticado no jornal Diário de Lisboa. Também exerceu como secretário no Instituto Arqueólogo do Algarve.

### Falecimento
Justino Bivar Weinholtz faleceu em 1954. Casou com Laura Júdice Guerreiro de Brito e teve três filhos, Isabel Maria Brito de Bivar Weinholtz, Manuel Brito de Bivar Gomes da Costa Weinholtz e Luis Frederico de Bivar Gomes da Costa Weinholtz.

## Homenagens
Justino Bivar Weinholtz foi homenageado com uma exposição no museu de Faro em Março de 2004, no âmbito do 110º aniversário daquela instituição.